# Pentress (Virginia Occidental)
Pentress es un lugar designado por el censo (en inglés, census-designated place, CDP) ubicado en el condado de Monongalia, Virginia Occidental, Estados Unidos. Según el censo de 2020, tiene una población de 135 habitantes.

## Geografía
La localidad está ubicada en las coordenadas 39°42′42″N 80°10′15″O / 39.71167, -80.17083 (39.711623, -80.170951). Según la Oficina del Censo de los Estados Unidos, Pentress tiene una superficie total de 1.58 km², de la cual 1.57 km² corresponden a tierra firme y 0.01 km² son agua.

## Demografía
Según el censo de 2020, hay 135 personas residiendo en Pentress. La densidad de población es de 86 hab./km². El 93.33% de los habitantes son blancos, el 0.74% es amerindio, el 0.74% es isleño del Pacífico y el 5.19% son de una mezcla de razas. Del total de la población, el 0.74% es hispano o latino.